# Hespérie du carthame
Pyrgus carthami
Espèce
L’Hespérie du carthame ou Grande hespérie ou Bigarré (Pyrgus carthami) est une espèce de lépidoptères (papillons) de la famille des Hesperiidae, de la sous-famille des Pyrginae et du genre Pyrgus.

## Taxonomie
Pyrgus carthami a été décrit par Jakob Hübner en 1813 sous le nom de Papilio carthami.
Synonymes : Papilio fritillarius Poda, 1761; Pyrgus fritillarius Poda, 1761.

### Sous-espèce
Pyrgus carthami moeschleri Herrich-Schäffer, 1854.

### Noms vernaculaires
L'Hespérie du carthame ou Grande hespérie ou Bigarré se nomme Safflower Skipper en anglais, Dunkelbrauner Dickopffalter en allemand et Ajedrezada en espagnol,.

## Description
L'Hespérie du carthame est un petit papillon d'une envergure variant de 24 mm à 28 mm, au dessus d'une couleur marron grisâtre suffusé de kaki clair, avec une frange blanche entrecoupée aux antérieures, une ornementation de petites taches blanches quadrangulaires et aux postérieures une ligne submarginale de taches blanches et une ligne postdiscale de taches blanchâtres ovalaires.
Le revers est plus clair, verdâtre taché de blanc aux antérieures et de taches formant aux postérieures des bandes verdâtres et blanches alternées.

### Période de vol et hivernation
L'Hespérie du carthame vole en une seule génération entre mai et septembre.
L'Hespérie du carthame hiverne au stade de jeune chenille.

### Plantes hôtes
Les plantes hôtes de sa chenille sont des Potentilla dont  Potentilla argentea, Potentilla arenaria, Potentilla heterophylla, Potentilla hirta, Potentilla neumanniana, Potentilla pedata; des Malvaceae, dont Malva sylvestris, Althaea officinalis,  Althaea hirsuta; des Centaurea,.

## Écologie et distribution
L'Hespérie du carthame est présente en Europe sauf dans tout le nord, Irlande, Angleterre, Danemark, Suède, Norvège, Finlande. Elle est aussi absente d'une partie du Portugal, de l'Espagne, de la France, de l'Italie. Elle est présente au Moyen-Orient et dans le centre de l'Asie, le sud-ouest de la Sibérie et le nord du Kazakhstan,.
En France, elle était présente dans de nombreux départements mais depuis 1980 on ne l'a retrouvée que dans trente-trois départements, un très grand sud-est limité au nord par la Côte-d'Or et à l'ouest par la Charente. Elle est aussi présente en Maine-et-Loire, Indre-et-Loire et Haut-Rhin .

### Biotope
L'Hespérie du carthame réside sur les pentes herbues, dans les broussailles et les prairies fleuries.

### Protection
Pas de statut de protection particulier.